# Serrasalmus elongatus
Serrasalmus elongatus är en fiskart som beskrevs av Kner, 1858. Serrasalmus elongatus ingår i släktet Serrasalmus och familjen Characidae. Inga underarter finns listade i Catalogue of Life.